# Вальтер Монтойя
Вальтер Іван Алексіс Монтойя (ісп. Walter Iván Alexis Montoya; 21 липня 1993, Мачагаї, Аргентина) — аргентинський футболіст, півзахисник мексиканського клубу «Крус Асуль», на правах оренди виступає за «Расінг» (Авельянеда).

## Життєпис
Вальтер Монтойя народився в місті Мачагаї в провінції Чако. Від шести років займався футболом у дитячих командах клубу «Уніон» зі свого рідного міста. Коли Вальтеру було 13 років він з командою поїхав на турнір до міста Сан-Херонімо Норте в сусідній провінції Санта-Фе, зумів там проявити себе і його запросили до Росаріо. Спочатку Монтойя тренувався в асоціації Хорхе Гріффи. В цей період Вальтер пройшов перегляд у марсельському «Олімпіку», але не наважився перебиратися до Європи в такому молодому віці. 2008 року Вальтер Монтойя опинився в системі підготовки клубу «Росаріо Сентраль».

### Клубна кар'єра
Монтойя дебютував у першій команді «Росаріо Сентраль» 9 травня 2014 року, замінивши у другому таймі матчу Південноамериканського кубка проти «Бока Хуніорс» Фернандо Баррієнтоса.
Коли орендований Баррієнтос повернувся до «Лануса» Монтойя став гравцем основного складу «Росаріо Сентраль».
24 серпня 2015 року півзахисник забив перший гол за «негідників», вразивши ворота Хуана Олаве з «Бельграно» ударом з-за меж штрафного майданчика.
2016 року Монтойя дебютував у кубку Лібертадорес. Півзахисник зіграв на турнірі 8 матчів і забив переможний гол у першому чвертьфінальному матчі проти майбутнього переможця турніру «Атлетіко Насьйональ» (у повторному матчі в Колумбії «Росаріо Сентраль» програв 1:3 і вибув з турніру). Влітку 2016 року гравцем цікавилися «Рівер Плейт» і представник мексиканської Прімери «Крус Асуль», але клуб оголосив, що гравець не продається.
27 січня 2017 року Вальтер Монтойя підписав контракт терміном на 4,5 року з клубом іспанської Прімери «Севільєю». Дебютував за новий клуб він 2 березня, замінивши в грі Лусіано В'єтто, коли його команда вдома перемогла Атлетік (Більбао) з рахунком 1–0.
27 грудня 2017 року Монтойя підписав контракт з мексиканським клубом Крус Асуль.

### Ігрові характеристики
Монтойя зазвичай грає на правому фланзі півзахисту. Вирізняється прагненням до атаки, часто загрожує воротам. У своїх діях на полі гравець поєднує динамічність з відмінними фізичними кондиціями, володіє хорошим ударом, особливо здалеку.

## Статистика
Станом на 24 березня 2017 року.
| Клуб               | Сезон              | Ліга               | Ліга | Ліга | Кубки | Кубки | Континентальні кубки | Континентальні кубки | Інше | Інше | Разом | Разом |
| Клуб               | Сезон              | Дивізіон           | Ігри | Голи | Ігри  | Голи  | Ігри                 | Голи                 | Ігри | Голи | Ігри  | Голи  |
| ------------------ | ------------------ | ------------------ | ---- | ---- | ----- | ----- | -------------------- | -------------------- | ---- | ---- | ----- | ----- |
| Росаріо Сентраль   | 2014               | I                  | 8    | 0    | 0     | 0     | 1                    | 0                    | 0    | 0    | 9     | 0     |
| Росаріо Сентраль   | 2015               | I                  | 18   | 1    | 6     | 1     | 0                    | 0                    | 0    | 0    | 24    | 2     |
| Росаріо Сентраль   | 2016               | I                  | 12   | 0    | 0     | 0     | 8                    | 1                    | 0    | 0    | 20    | 1     |
| Росаріо Сентраль   | 2016/17            | I                  | 8    | 2    | 6     | 2     | 0                    | 0                    | 0    | 0    | 14    | 4     |
| Росаріо Сентраль   | Загалом            | Загалом            | 46   | 3    | 12    | 3     | 9                    | 1                    | 0    | 0    | 67    | 7     |
| Севілья            | 2016/17            | I                  | 2    | 0    | 0     | 0     | 0                    | 0                    | 0    | 0    | 2     | 0     |
| Загалом за кар'єру | Загалом за кар'єру | Загалом за кар'єру | 48   | 3    | 12    | 3     | 9                    | 1                    | 0    | 0    | 69    | 7     |

Джерело: Soccerway.com [Архівовано 22 листопада 2020 у Wayback Machine.]

## Досягнення
- Переможець Другого дивізіону Аргентини (1): 2012/13
- Фіналіст Кубка Аргентини (2): 2015, 2016
- Володар Кубка Мексики (1): 2018 (Апертура)